# Cueva de Nereo
La Cueva de Nereo (en italiano: Grotta di Nereo)  es un enorme cueva submarina situada en el noroeste de la isla  Cerdeña, en la Costa del Coral de Alguer (Alghero), al oeste del país europeo de Italia. El nombre fue dado por los descubridores en honor a la figura mitológica de Nereo, que a menudo es considerado como el "viejo hombre del mar", el padre de las Nereidas. El sitio se encuentra en los acantilados de piedra caliza de Cabo Caccia, a 100 metros al norte de la famosa Gruta de Neptuno.